# 吴宏伟
吴宏伟（英语：Charles Ng Wang-wai），香港科技大学（广州）副校長、香港科技大学霍英東研究生院院長、香港科技大学中电控股可持续发展冠名教授、土木及环境工程系讲座教授、英国皇家工程院院士、第17屆國際土力學及岩土工程學會主席（2017-2021，創會以來首位華人）。吴宏伟曾報名參選2021年香港立法會選舉選舉委員會界別，最終僅以輕微差距落選。

## 生平
吴教授成长于香港，后赴英求学，于1993年取得英国布里斯托大学（University of Bristol）博士学位，随后在1993至1995年间于英国剑桥大学（University of Cambridge）从事博士后科研工作。1995年返回香港并在香港科技大学担任助理教授，2011年被擢升为讲座教授。2025年8月1日起，吳宏偉出任香港科技大學副校長。